# オシロイバナ科

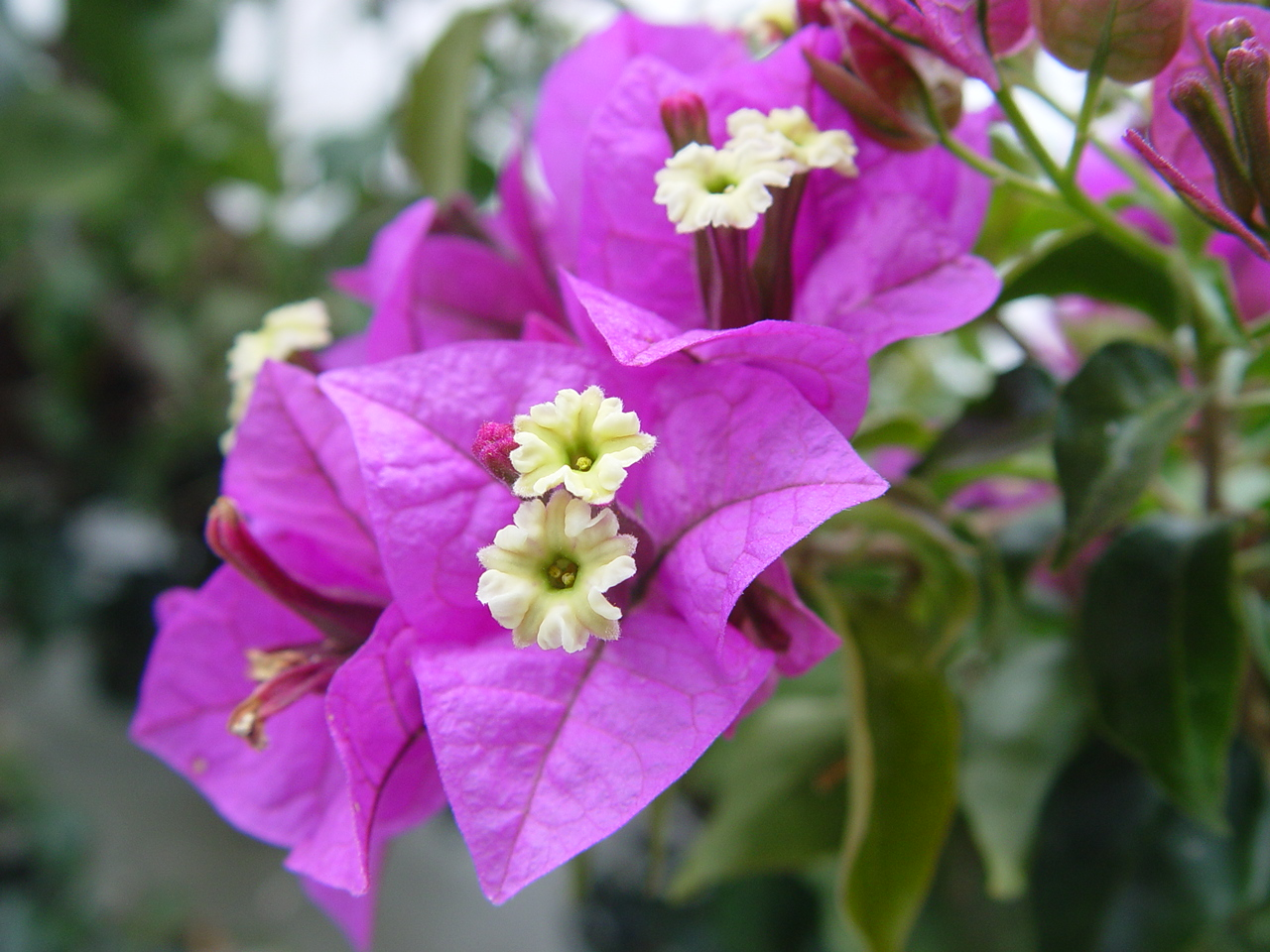
ブーゲンビリア

オシロイバナ科 (オシロイバナか、Nyctaginaceae) は被子植物門双子葉植物綱の科の1つで、オシロイバナやブーゲンビリア、ウドノキなどが含まれる。日本にはウドノキのみが自生し、他種にも屋外や温室で観賞用に栽培されるものもある。

## 形態・分布
草本から時には木本。対生、時に互生の葉にはシュウ酸カルシウムの結晶を持つ。花弁は退化的で、オシロイバナのように融合した萼片が目立ったり、ブーゲンビリアのように苞が目立つことがある。少数が温帯、多くは亜熱帯から熱帯に分布する。

## 分類

### 下位分類
およそ30属300種が含まれる。Abronia、Acleisanthes、Allionia、Ammocodon、Andradea、Anulocaulis、Belemia、Boerhavia、Bougainvillea（ブーゲンビリア）、Caribea、Cephalotomandra、Colignonia、Commicarpus、Cryptocarpus、Cuscatlania、Cyphomeris、Gaupira、Grajalesia、Izabalaea、Leucaster、Mirabilis（オシロイバナ属）、Neea、Neeopsis、Nyctaginia、Okenia、Phaeoptilum、Pisonia、Pisoniella、Ramisia、Reichenbachia、Salpianthus、Selinocarpus、Tripterocalyx

### APG植物分類体系
APG植物分類体系では、分子系統学の知見からナデシコ科に近縁であるとして、ナデシコ目に所属させる。
- 被子植物 Angiosperm
  - コア真正双子葉類 Core Eudicot
    - ナデシコ目 order Caryophyllales
      - オシロイバナ科 family Nyctaginaceae

### クロンキスト体系
クロンキスト体系でもナデシコとの近縁を認め、ナデシコ目に含まれている。
- 被子植物門 Magnoliophyta
  - 双子葉植物綱 class Magnoliopsida
    - ナデシコ亜綱 subclass Caryophyllidae
      - ナデシコ目 order Caryophyllales
        - オシロイバナ科 class Nyctaginaceae

### 新エングラー体系
エングラー達は胚の形態から、アカザ目（中心子目）に入れた。
- 被子植物門 Angiospermae
  - 双子葉植物綱 class Dicotyledoneae
    - 古生花被亜綱（離弁花類）subclass Archichlamydae
      - アカザ目（中心子目） order Centrospermae
        - オシロイバナ科 family Nyctaginaceae